# 3939 Хурухата
3939 Хурухата (3939 Huruhata) — астероїд головного поясу, відкритий 7 квітня 1953 року.
Тіссеранів параметр щодо Юпітера — 3,070.